# Merghindeal
Merghindeal es una comuna ubicada en el distrito de Sibiu, Rumania.

## Superficie
Posee una superficie de 66,55 kilómetros cuadrados.

## Demografía
Hasta 2021 la población era de 1502 habitantes, con una densidad de población de 22,57 habitantes por kilómetro cuadrado.